# دربند (جاجرم)
روستای کوهستانی دربند به عنوان مرکز دهستان دربند بخش سنخواست معرفی شده است. این روستا در  60 کیلومتری شهرستان جاجرم و 80کیلومتری مرکز استان و  در حد فاصل دو شهر سنخواست و شوقان قرار گرفته و دارای اقلیم کوهستانی و نیمه خشک است. این روستای 100خانواری جمعیتی حدود 400 نفر دارد و مردم این روستا از طریق  دامپروری، کشاورزی و باغ های مرغوب انگور درآمد کسب و سالانه ده ها تن انگور را به شهرها و استان های مجاور برای فروش صادر می کنند.اهالی دهستان دربند دارای مراسم و آیین های سنتی هستند که از قدیم الایام آن ها را حفظ کرده اند.از جمله بناهای تاریخی این روستا بنای امامزاده ابراهیم(ع) است
دربند (جاجرم)، روستایی از توابع بخش جلگه سنخواست شهرستان جاجرم در استان خراسان شمالی ایران است. مردم دربند از قوم اصیل تات هستند و به زبان تاتی صحبت می‌کنند.

## جمعیت
این روستا در دهستان دربند قرار دارد و براساس سرشماری مرکز آمار ایران در سال ۱۳۸۵، جمعیت آن ۳۳۷ نفر (۹۳خانوار) بوده‌است.